# Epicimelia malatyiensis
Epicimelia malatyiensis is een vlinder uit de familie van de Axiidae. De wetenschappelijke naam van de soort is voor het eerst geldig gepubliceerd in 1979 door Amsel.